# جيف هارمر
جيف هارمر (بالإنجليزية: Jeff Harmer)‏ هو موظف مدني أسترالي، ولد في 19 سبتمبر 1949 في نيوساوث ويلز في أستراليا.